# Al-Shabab FC
Al-Shabab Football Club (arabisk: النادي الأهلي السعودي) er en saudiarabisk fodboldklub fra hovedstaden Riyadh. Klubben spiller på nuværende tidspunkt i Saudi Pro League, den bedste række i Saudi-Arabien.